# I Lunnis
I Lunnis (Los Lunnis) è una serie televisiva di pupazzi a cartoni animati spagnola prodotta da TVE. Essa coniuga insieme divertimento e didattica ed è condotta dalla cantante e attrice spagnola María Isabel. In Italia viene trasmessa dall'emittente Rai 2.

## Personaggi
I Lunnis sono dei graziosi esseri colorati che vivono nel pianeta di Luna Lunera. Tra essi, vi sono la strega Lubina, il professor Lutecio ed i giovani Lucho, Lulila, Lublù, Lulo, Lula e Lupita. Questi ultimi imparano ogni giorno tante nuove cose, andando a scuola dalla loro maestra Lumbrela, ed affrontano vari problemi quotidiani, in particolare quelli causati dal malvagio pirata Lucanero e dal suo assistente Lurdo.

### Lista dei personaggi
- Lupita: Una lunni rosa. Ama studiare e condividere le sue conoscenze con i suoi amici. È molto perfezionista e ambiziosa. Uno dei suoi hobby è fare amicizia da tutto il mondo e conoscere altre culture. Litiga spesso con Lucho e odia i ceci. (Doppiata in italiano da Gemma Donati )
- Lucho: Un lunni giallo e con i capelli ispidi, è energico e non molto bravo negli studi a cui piace fare brutti scherzi in particolare ai suoi amici (soprattutto Lupita), anche se in fondo è bravo. (Doppiato in italiano da Davide Perino)
- Lublu: Un lunni blu sensibile a cui piace leggere e raccontare storie. Il suo più grande hobby è scrivere poesie e si considera un grande poeta. Ama anche i polvorones e farebbe di tutto per mangiarli. Una caratteristica curiosa è che i suoi capelli sembrano delle piume e sono indicati come tali in più di un'occasione. (Doppiato in italiano da George Castiglia)
- Lulila: La più piccola di tutti, di color lilla. È molto dolce e curiosa, e si interroga sempre su come stanno le situazioni, cosa che di tanto in tanto irrita altri personaggi, soprattutto Lubina. (Doppiata in italiano da Letizia Ciampa)
- Lulo: Un lunni adolescente, che ama il rap e la musica elettronica. Sogna di essere il più grande compositore di Lunalunera ed è follemente innamorato di Lula, nonostante lei lo rifiuti e lo denigri costantemente. Non ha molte simpatie ed è considerato inaffidabile dalla maggior parte degli altri personaggi. (Doppiato in italiano da Nanni Baldini)
- Lula: La pilota dell'astronave con cui viaggiano sempre i Lunnis. Lula è una lunni adolescente piuttosto altezzosa e materialista, e può essere considerata estremamente vanitosa, ma in realtà ha una grande solidarietà verso tutti. (Doppiata in italiano da Francesca Manicone)
- Lubina: La più anziana dei Lunnis, una strega buona grassoccia di oltre 600 anni. È piuttosto eccentrica e vivace, e oltre ad essere una strega è un'esperta cuoca. Ha un libro magico che le conferisce poteri, sebbene sia anche molto potente da sola. Lubina ha un rapporto un po' teso con Lutecio a causa dell'inevitabile scontro delle loro idee, rispettivamente magiche e scientifiche, ma in fondo sono grandi amici, ed a volte si vede che lei prova dei sentimenti per lui. Diversi episodi rivelano che Lubina è immortale, il che spiegherebbe la sua età avanzata. (Doppiata in italiano da Carlo Reali)
- Lumbrela: È l'insegnante di scuola di Lunalunera ed è una lunni di mezza età esigente con un aspetto tipico dell'era vittoriana. Il suo assistente è un giradischi robot di nome Vinila. (Doppiata in italiano da Alessandra Korompay)
- Lutecio: Un vecchio lunni scientifico, molto saggio ma anche abbastanza sprovveduto, e anche un po' sbadato. Ha una conoscenza molto profonda di tutte le scienze, al punto da essere, secondo lui, un dottorato ad honorem da diverse famose università della Terra. Uno dei suoi tratti principali è la sua ossessione per le galline e le uova, probabilmente riferita al dilemma della gallina o dell'uovo, ed infatti ha un recinto accanto al suo laboratorio. Ha spesso discussioni con Lubina a causa del suo scetticismo nei confronti della sua magia, ma interiormente prova molta stima nei suoi confronti. (Doppiato in italiano da Sandro Sardone)
- Lucanero: Un pirata spaziale che vive tra i Lunnis fingendosi un marinaio in pensione. Sebbene sia piuttosto malvagio e crudele, ed affermi di divertirsi in questo modo, ha anche un grande senso dell'umorismo. Il suo obiettivo principale è rubare il libro magico di Lubina per dominare Lunalunera, ma i suoi piani falliscono sempre per incompetenza o semplice sfortuna, e allo stesso modo i lunnis non riescono mai a scoprire la sua natura malvagia. Intende anche distruggere Vinila, poiché odia la musica e talvolta cerca di rubare la nave di Lula (anche se la sua prima apparizione mostra che ha anche una nave, che non viene mai più menzionata). Il suo vero nome è Lulio James Saint-Jacques Lucanero e discende da un famoso pirata lunare con lo stesso nome, ma preferisce presentarsi come Lucas Marvin Elton Lucanero per nasconderlo, cosa che provoca ancor più le risate dei giovani lunnis per la sua lunghezza. (Doppiato in italiano da Pasquale Anselmo)
- Lurdo: L'assistente di Lucanero, un lunni enorme e forte con baffi molto grandi. È estremamente tonto e infantile e, a differenza di Lucanero, non nutre cattive intenzioni nei confronti dei Lunnis, finendo spesso per interpretare male gli ordini malevoli del suo padrone. (Doppiato in italiano da Mino Caprio)

## I Lunnisnel mondo
| Paese      | Nome       | Canale                 |
| Brasile    | Os Lunnis  | Canal Futura           |
| Cile       | -          | Regional de Concepción |
| Colombia   | -          | Señal Colombia         |
| Messico    | -          | Canal 5 de Televisa    |
| Portogallo | Os Lunnis  | RTP                    |
| Spagna     | Los Lunnis | TVE 1, TVE 2           |